# InTempoReale
InTempoReale è un programma televisivo in onda dal 2009 su Odeon TV curato e condotto dal giornalista e autore televisivo Maurizio Decollanz.

## Il programma
Il programma, che va in onda con una cadenza settimanale, si occupa di analizzare l'attualità politica italiana ed estera avvalendosi di opinion leader, giornalisti e scrittori. L'idea è quella di mettere in relazione tra loro le notizie più importanti dell'attualità con i possibili retroscena della storia recente.
Alla realizzazione della trasmissione partecipano, con vari collegamenti e contributi, le redazioni delle emittenti Telereporter Milano, Telegenova e Canale 10 Firenze. Tutte facenti parte del network di Odeon TV.